# Укурейське сільське поселення
Укуре́йське сільське поселення (рос. Укурейское сельское поселение) — сільське поселення у складі Чернишевського району Забайкальського краю Росії.
Адміністративний центр — село Укурей.

## Історія
2013 року було утворено село Станція-Укурей шляхом виділення частин із села Укурей.

## Населення
Населення сільського поселення становить 688 осіб (2019; 772 у 2010, 1051 у 2002).

## Склад
До складу сільського поселення входять:
| Населений пункт        | Населення, осіб (2002) | Населення, осіб (2010) |
| ---------------------- | ---------------------- | ---------------------- |
| Станція-Укурей, село   | -                      | -                      |
| Укурей, село           | 862                    | 662                    |
| Шивія-Надіялово, село  | 160                    | 93                     |
| Щебеночний Завод, село | 29                     | 17                     |